# East Richmond Heights
East Richmond Heights is een plaats in Contra Costa County in Californië in de VS.

## Geografie
East Richmond Heights bevindt zich op 37°56′39″Noord, 122°18′50″West. De totale oppervlakte bedraagt 1,5 km² (0,6 mijl²) wat allemaal land is.

## Demografie
Volgens de census van 2000 bedroeg de bevolkingsdichtheid 2273,9/km² (5930,4/mijl²) en bedroeg het totale bevolkingsaantal 3357 dat bestond uit:
- 64,13% blanken
- 13,94% zwarten of Afrikaanse Amerikanen
- 0,66 inheemse Amerikanen
- 10,72% Aziaten
- 0,54% mensen afkomstig van eilanden in de Grote Oceaan
- 3,90% andere
- 6,11% twee of meer rassen
- 10,66% Spaans of Latino

Er waren 1377 gezinnen en 885 families in East Richmond Heights. De gemiddelde gezinsgrootte bedroeg 2,43.

## Plaatsen in de nabije omgeving
De onderstaande figuur toont nabijgelegen plaatsen in een straal van 8 km rond East Richmond Heights.